# 田中文啓
田中 文啓（たなか　ふみひろ）は、産業医科大学教授。2020年4月から産業医科大学病院院長  医学博士。
専門分野は、呼吸器外科 (肺がんや胸膜中皮腫を含む胸部腫瘍、その他)、手術を含む肺がん及び胸膜中皮腫の集学的治療、肺がんや胸膜中皮腫の生物学的特性と個別化治療である。

## 略歴
- 1986年 京都大学医学部 卒業
- 2005年 兵庫医科大学 准教授
- 2010年 産業医科大学 医学部 教授
- 2020年 産業医科大学病院 病院長

早川電機工業（後のシャープ）の工学系技術者の父の勤務の関係で、大阪に生まれる。1960年代、父がベル研究所に社外留学のため単身赴任で渡米するも、赴任先で病気になり急遽帰国、田中の誕生間もなく再生不良性貧血で亡くなる。2歳の頃、母方の実家である奈良に移り住み、名柄小学校、中高一貫の東大寺学園中学校・高等学校に進学した。
京都大学医学部進学後は、「大学6年間サッカー浸り」で、1986年に卒業して進んだ医局はサッカー部の先輩が多かった京都大学胸部疾患研究所。人見滋樹教授や和田洋巳講師（後に教授）に師事し、一貫して呼吸器外科の専門医として経験を積んだ。その後、胸部疾患研究所の改組に伴い、京都大学医学部附属病院呼吸器外科に勤務。
2001年に米国テキサス州ヒューストンのテキサス大学MDアンダーソン癌センター (MD. Anderson Cancer Center)に留学。9・11同時多発テロの報道を目にし、留学先でも警報が鳴り続け、急遽職場からも帰宅を促される。2か月後の学会でニューヨークに行き惨状を目にし、強烈にショックを受けたという。
帰国後は京都大学に戻り、その後2005年10月に兵庫医科大学呼吸器外科准教授として勤務。2010年、産業医科大学医学部教授に就任（第2外科の第四代教授）。2020年４月から産業医科大学病院院長を兼務。
座右の銘は「青春は心の若さである」（松下幸之助）。